# Al Dany
Al Dany fue un cuaderno de aventuras, obra del guionista Víctor Mora y el dibujante Francisco Hidalgo, publicado por la barcelonesa Ediciones Cliper en 1953. 

## Características
Al Dany se basaba en la serie homónima del italiano Enrico Bagnoli que había sido publicada años antes en "El Coyote". Imitaba así al Flash Gordon de Alex Raymond, pero presentando un universo más ordenado y menos delirante, con un estilo casi fotográfico. Según el investigador Antonio Martín, pretendía además ser una parábola sobre la dictadura franquista.